# Van Hool A308
De Van Hool A308 is een klein type stadsbus van de Belgische fabrikant Van Hool. De bussen hebben twee deuren, een volledig lage vloer en de motor zit halverwege de bus. Tegenwoordig worden de bussen afgeleverd in een nieuw design en is de typeaanduiding newA308. Daarnaast zijn er van dit type bus ook hybride (A308 Hyb) bussen en elektrische bussen (A308 E) beschikbaar.

## Eigenschappen
De A308 is 9,5 meter lang en 2,35 meter breed, een maatje kleiner dus dan een gewone stadsbus en daardoor beter geschikt voor lijnen door smalle straten. De hybride versie is een halve meter korter dan de dieselversie. Dit maakt de A308 Hyb het kleinste bustype dat Van Hool in het huidige assortiment heeft. Van Hool bouwt ook de A309, een variant die een halve meter langer is. In oktober 2013 werd op Busworld de elektrische versie van de A308 geïntroduceerd, ontwikkeld specifiek voor de Europese markt.
| Typeaanduiding       | A308                                                  | A308 Hyb                                              | A308 E                                                |
| -------------------- | ----------------------------------------------------- | ----------------------------------------------------- | ----------------------------------------------------- |
| Bouwjaren            | 1991-2018                                             | ??-2018                                               | 2013-2018                                             |
| Carrosserie          | Van Hool                                              | Van Hool                                              | Van Hool                                              |
| Motor                | MAN D0836 LOH Euro 4 DAF                              | MAN D0836 LOH EURO 4                                  | ??                                                    |
| Brandstoftank        | 200 L                                                 | 200 L                                                 | n.v.t.                                                |
| Versnellingsbak      | Automaat Voith ZF ECOMAT 4 (ECOLIFE in voorbereiding) | Automaat Voith ZF ECOMAT 4 (ECOLIFE in voorbereiding) | Automaat Voith ZF ECOMAT 4 (ECOLIFE in voorbereiding) |
| Vermogen             | 176 kW                                                | 176 kW                                                | 176 kW                                                |
| Totale lengte        | 9 495 mm                                              | 8 950 mm                                              | 9 650 mm                                              |
| Totale breedte       | 2 350 mm                                              | 2 350 mm                                              | 2 350 mm                                              |
| Hoogte               | 3 270 mm                                              | 3 280 mm                                              | 3 400 mm                                              |
| Wielbasis            | 4 500 mm                                              | 4 800 mm                                              | 4 550 mm                                              |
| Vooroverbouw         | 2 400 mm                                              | 2 400 mm                                              | 2 400 mm                                              |
| Achteroverbouw       | 2 595 mm                                              | 1 750 mm                                              | 2 700 mm                                              |
| Instaphoogte         | 330 mm                                                | 340 mm                                                | 340 mm                                                |
| Aantal zitplaatsen   | 18                                                    | 17                                                    | 17                                                    |
| Aantal staanplaatsen | 42                                                    | 38                                                    | 42                                                    |
| Capaciteit           | ca. 70 personen                                       | ca. 65 personen                                       | ca. 70 personen                                       |

## Nederland
In Nederland was dit type bus bij een aantal bedrijven in gebruik. In 1993 bestelde Stadsvervoer Dordrecht (SVD) zes bussen van dit type. Dit deden ze in kader van een aantal experimenten met Citybusjes. SVD bestelde vier hybride-bussen, een LPG-bus en een dieselbus. In 1998 keerden ze terug naar Van Hool. In 1999 kregen een aantal van deze bussen een tweede leven bij De Lijn In 2001 overwoog SVD om een aantal bussen aan te schaffen van het nieuwe type A308. Dit ging echter niet door en er werd voor een ander bustype gekozen.
In 1996 bestelde BBA twee LPG-bussen, serie 141-142, voor op de stadsdienst van 's-Hertogenbosch. Deze bussen keerden in 2000 terug naar Van Hool en in 2002 kregen ze hun tweede leven bij het Waalse vervoerbedrijf TEC.
In 2003 nam GVU een bus (412) in dienst op proef en in 2004 bestelde GVU vier bussen (serie (4)451-(4)454) voor de stadsdienst op lijn 2. In Nederland was GVU het enige vervoersbedrijf dat dit type bus nog had. Op 8 december 2013 zijn deze bussen echter afgevoerd.

## België
In België wordt deze bus veel gebruikt bij de nationale vervoersmaatschappijen. In 1993 bestelde De Lijn de eerste reeks bussen, waarna sinds 1997 steeds meer bestellingen volgden. In 1999 kwamen de eerste hybride bussen van dit type binnen in het wagenpark. Deze bussen waren afkomstig van SVD.
TEC kocht twee bussen van dit type bij Van Hool. Deze bussen waren afkomstig van BBA die ze gebruikte voor de stadsdienst van 's-Hertogenbosch. Oorspronkelijk waren deze bussen LPG-bussen (of CNG-bussen), maar werden bij aankoop omgebouwd tot dieselbussen. Deze bussen doen alleen maar dienst op de stadsdienst van Charleroi.
Bij MIVB rijden dertig bussen van dit type rond op de stadsdienst van Brussel. Deze bussen rijden vooral op minder drukke stadsdienstlijnen. Deze bussen kwamen binnen om de oudere A500 bussen te vervangen op deze lijnen, die weer ergens anders gebruikt konden worden.
Bij De Lijn komen in het voorjaar van 2014 drie A308 E in dienst op de Brugse stadsnet.

## Inzetgebieden
| Bedrijf                                        | Type       | Serie                     | Aantal | Jaar               | Inzet                                | Opmerking |
| België                                         | België     | België                    | België | België             | België                               | België |
| ---------------------------------------------- | ---------- | ------------------------- | ------ | ------------------ | ------------------------------------ | --- |
| Autobus Latour                                 | newA308    | 558223-558224             | 2      | 2002               | Namen lijn 51                        | Voormalig 558123 en 558124 Buiten dienst |
| Autobus Latour                                 | newA308    | 558231                    | 1      | 2005               | Namen lijn 51                        | Buiten dienst |
| Autobussen Cannaerts                           | A308       | KWM-656                   | 1      | 1997               | Onbekend                             | Voormalige De Lijn 3506 Van 2009 tot 2012 in dienst geweest, daarna afgevoerd. |
| De Lijn                                        | A308       | 2986-2990, 2991 (demobus) | 6      | 1993               | Verschillende regio's                | 2990 en 2991 omgebouwd tot werkwagen, rest afgevoerd |
| De Lijn                                        | A308       | 3450-3489                 | 40     | 1997               | Verschillende regio's                | Grotendeels afgevoerd / verkocht Bus 3471 is in 2018 verkocht aan een Belgische particulier. Bus 3486 is anno 2019 een reservewagen |
| De Lijn                                        | A308       | 3495-3509                 | 15     | 1997               | Verschillende regio's                | Afgevoerd / verkocht Bussen 3495, 3496, 3498, 3499, 3500 en 3509 zijn in 2008 verkocht aan "ZKM Bia Ogard". Bus 3506 is in 2009 verkocht aan Autobussen Cannaerts Bus 3508 heeft van 2014 t/m 2018 nog dienst gedaan als werkwagen 8046. |
| De Lijn                                        | A308H      | 3582-3583                 | 2      | 1994               | Verschillende stadsdiensten          | Hybride-bus ex-SVD demobussen Afgevoerd |
| De Lijn                                        | A308       | 3821-3826                 | 6      | 1999               | Mechelen                             | Afgevoerd |
| De Lijn                                        | A308       | 3979-3985                 | 7      | 2000               | Brugge                               | Worden vervangen door Hybride A308 uit de reeks 5963-5980 Afgevoerd 3985 is verkocht aan Mara Nord 3983 en 3984 zijn verkocht aan Bak Reizen (NL)                                                                                        |
| De Lijn                                        | A308       | 4127-4138                 | 12     | 2001               | Verschillende Regio's                | Afgevoerd 4131 is verkocht aan Mara Nord |
| De Lijn                                        | newA308    | 4244-4277                 | 34     | 2003               | Verschillende regio's                | Eerste reeks met de nieuwe look |
| De Lijn                                        | A308       | 4523                      | 1      | 1994               | Leuven                               | Afgevoerd ex-SVD demobus |
| De Lijn                                        | newA308Hyb | 5353-5357                 | 5      | 2009-2010          | Brugge                               | |
| De Lijn                                        | newA308E   | 5598-5600                 | 3      | 2014               | Brugge                               | Eerste bestelling van dit type |
| MIVB                                           | A308       | 8001-8030                 | 30     | 1999-2000          | Brussel                              | Deels afgevoerd 8001, 8005, 8009, 8016, 8026, 8027 en 8029 zijn anno 2019 nog in dienst. |
| TEC                                            | A308       | 7119-7120                 | 2      | ??                 | Charleroi                            | Ex-BBA Connex 141 & 142 Vroeger LPG/CNG-bussen, nu dieselbussen |
| Kruger Autobus                                 | newA308    | 101792-101799             | 8      | 2004               | Antwerpen                            | In de huisstijl van De Lijn Buiten dienst /afgevoerd 101793-101795, 101797-101799 zijn aan Bak Reizen verkocht. |
| Frankrijk                                      |            |                           |        |                    |                                      | |
| Bievre Mobility Bus                            | newA308    | ??                        | 4      | 2003               | Wissous                              | |
| Couralin                                       | A308       | 0003-0004                 | 2      | 2000 - 2001        | Dax                                  | Voormalig Urbus |
| Couralin                                       | A308       | 0105-0106                 | 2      | 2000 - 2001        | Dax                                  | Voormalig Urbus |
| Sibra                                          | newA308    | ??                        | 6      | ??                 | Annecy                               | |
| SVTU                                           | newA308    | ??                        | 1      | ??                 | Versailles                           | |
| Transdev agglomération de Bayonne (Chronoplus) | A308       | 201-202                   | 2      | 2000               | Bayonne                              | |
| Vivacité                                       | newA308    | ??                        | 1      | ??                 | Auxerre                              | |
| VVA                                            | newA308    | 230                       | 1      | ??                 | Vichy                                | |
| VVA                                            | newA308    | 231                       | 1      | ??                 | Vichy                                | |
| VVA                                            | A308       | 241                       | 1      | ??                 | Vichy                                | |
| VVA                                            | newA308    | 245                       | 1      | ??                 | Vichy                                | |
| Hongarije                                      |            |                           |        |                    |                                      | |
| Tüke Busz Zrt.                                 | newA308    | MXY-010–MXY-013           | 1      | 2014               | Pécs                                 | Ex-GVU 4451–4454 |
| Luxemburg                                      |            |                           |        |                    |                                      | |
| TICE                                           | newA308    | 206 - 212                 | 7      | 2007 / 2011 / 2013 | Kanton Esch-sur-Alzette              | |
| Monaco                                         |            |                           |        |                    |                                      | |
| CAM                                            | A308L      | 80 - 85                   | 6      | 1999 - 2000        | Monaco                               | |
| CAM                                            | newA308    | 86 - 88                   | 3      | 2002 - 2003        | Monaco                               | |
| Nederland                                      |            |                           |        |                    |                                      | |
| Bak Reizen                                     | newA308    | 114-119                   | 6      | 2004               | Tourvervoer, treinvervangend vervoer | Voormalig Kruger Autobus 101793-101795, 101797-101799. Dragen nog de huisstijl van De Lijn. |
| Bak Reizen                                     | A308       | ??                        | 2      | 2000               | Tourvervoer, treinvervangend vervoer | Voormalig De Lijn 3983 en 3984 |
| BBA                                            | A308CNG    | 141-142                   | 2      | 1996               | 's-Hertogenbosch                     | Citybus-bussen Afgevoerd |
| GVU                                            | newA308    | 412                       | 1      | 2003               | Utrecht                              | Proefbus voor Lijn 2. In 2004 afgevoerd/geëxporteerd. |
| GVU                                            | newA308    | 4451-4454                 | 4      | 2004               | Utrecht                              | Bestemd voor Lijn 2 Op 8 december 2013 afgevoerd. |
| SVD                                            | A308       | 05                        | 1      | 1994               | Dordrecht                            | Demobus Verkocht via Van Vliet Trucks aan De Lijn |
| SVD                                            | A308CNG    | 10                        | 1      | 1995               | Dordrecht                            | Verkocht aan Van Vliet Trucks |
| SVD                                            | A308H      | 09                        | 1      | 1994, 1995         | Dordrecht                            | Hybridebussen |
| SVD                                            | A308H      | 19-21                     | 3      | 1994, 1995         | Dordrecht                            | Hybridebussen |
| Zwitserland                                    |            |                           |        |                    |                                      | |
| VMCV                                           | A308       | ??                        | 2      | 1994               | Vevey, Montreux, Chillon, Villeneuve | |
| VMCV                                           | A308L      | ??                        | 4      | 1994-1996          | Vevey, Montreux, Chillon, Villeneuve | |
| VMCV                                           | A308NL     | ??                        | 5      | 1994-1996          | Vevey, Montreux, Chillon, Villeneuve | |

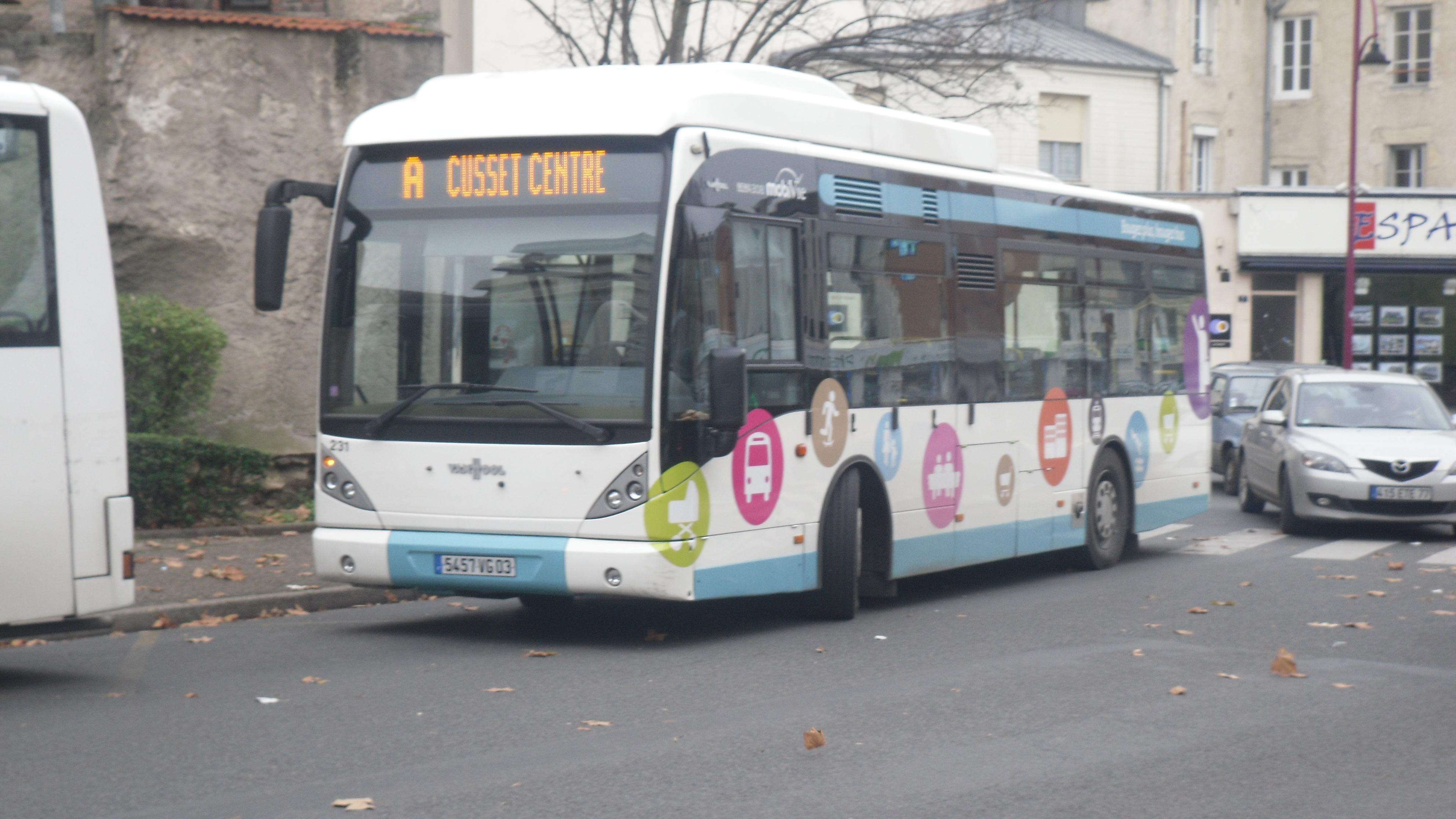
Van Hool A308 in de nieuwe uitvoering
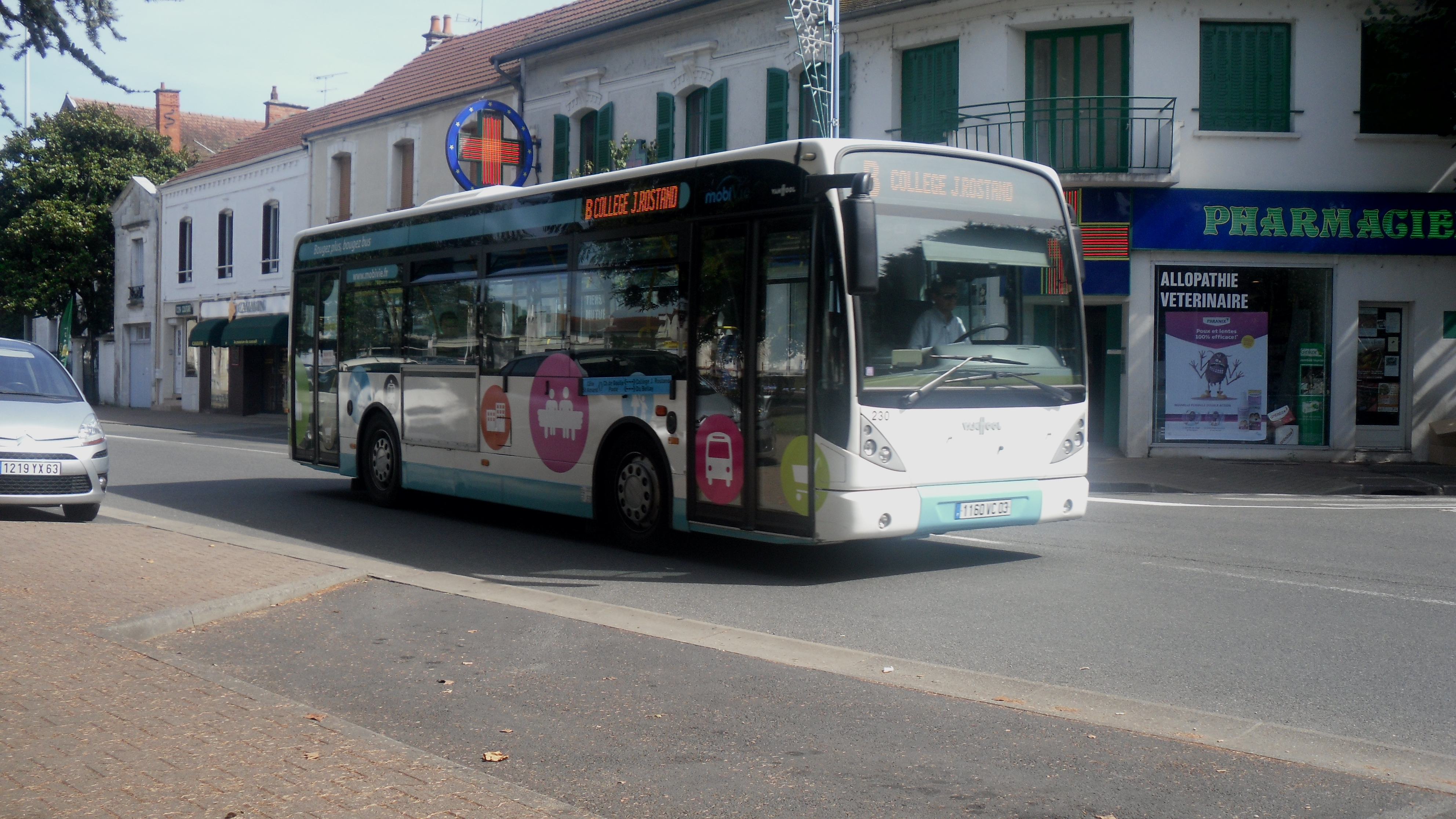